# شوير (أردبيل)
شوير هي قرية في مقاطعة كوثر، إيران. عدد سكان هذه القرية هو 140 في سنة 2006.